# 艾包
艾包（德語：Eibau，發音：[ˈaɪbaʊ] ⓘ）是德国萨克森州格尔利茨县曾经的一个市镇，面积17.37平方千米，2018年9月1日人口为2,781人。2013年1月1日，艾包与市镇下昆讷斯多夫和上昆讷斯多夫合并为市镇科特马尔。